# 小行星6314
小行星6314（英語：6314）是一颗围绕太阳公转的小行星。1990年9月17日，亨利·E·霍爾特在帕洛马山发现了此天体。
这颗小行星的绝对星等为300.3126583460042等。